# جورج ويلر
جورج ويلر (بالإنجليزية: George Weller)‏‏ (13 يوليو 1907 في بوسطن - 19 ديسمبر 2002 ) روائي، وصحفي من الولايات المتحدة.

## الجوائز
- جائزة بوليتزر عن فئة الصحافة
- جائزة جورج بولك  [لغات أخرى]‏